# Pădurea Socodor - colonie de stârci
Pădurea Socodor - colonie de stărci este o arie protejată de interes național ce corespunde categoriei a IV-a IUCN (rezervație naturală de tip avifaunistic), situată în județul Arad, pe teritoriul administrativ al comunei Socodor.
Rezervația naturală aflată în partea nord-vestică a satului Socodor, a fost declarată arie de protecție specială avifaunistică în anul 2004, prin Hotărârea de Guvern Nr. 2151 din 30 noiembrie și are o suprafață de 3, 10 ha. Rezervația reprezintă o zonă umedă de câmpie, cu vegetație forestieră, ce asigură condiții prielnice de hrană și viețuire, pentru mai multe specii de păsări migratoare, printre care și stârcul cenușiu (Ardea cinerea).